# John Joseph Krol
John Joseph Krol  (né le 26 octobre 1910 à Cleveland (Ohio) aux États-Unis, et mort le 3 mars 1996 à Philadelphie), est un cardinal américain de l'Église catholique du XXe siècle, créé par le pape Paul VI.

## Biographie

### Formation
John Krol naît à Cleveland (Ohio), quatrième des huit enfants de John et Anna (née Pietruszka) Krol. Ses parents sont des immigrés polonais originaires des Monts Tatras. Son père a travaillé dans divers métiers, machiniste, coiffeur, charpentier, plombier et électricien; sa mère est femme de chambre dans un hôtel de Cleveland. Lorsqu'il a deux ans, la famille retourne en Pologne, puis rentre à Cleveland un an plus tard. John Krol étudie d'abord à l'école paroissiale de l'église Saint-Hyacinthe. À partir de l'âge de 9 ans, il est apprenti à mi-temps chez un boucher. Plus tard, il fait des caisses de bois.
John Krol étudie ensuite à la Notre Dame Cathedral Latin High School, dont il est diplômé à 16 ans en 1927. Il est employé ensuite comme boucher au magasin Kroger de Cleveland, et en dirige le rayon viande à l'âge de 18 ans. Il se pose des questions religieuses après des discussions avec un collègue luthérien et décide de se préparer à la prêtrise. Il commence ses études au collège Sainte-Marie d'Orchard Lake, dans le Michigan, puis il va au séminaire Sainte-Marie de Cleveland.

### Prêtre
Le 20 février 1937, John Krol est ordonné prêtre par Mgr Joseph Schrembs à la cathédrale Saint-Jean-l'Évangéliste de Cleveland. Il est d'abord nommé à l'église du Cœur-Immaculé-de-Marie de Cleveland, où il demeure un an. En 1938, il est envoyé poursuivre ses études à l'Université pontificale grégorienne de Rome, dont il obtient une licence en droit canon en 1940. Il reçoit son doctorat en droit canon de l'Université catholique d'Amérique de Washington, en 1942.
À son retour à Cleveland, John Krol est professeur de droit canon au séminaire Sainte-Marie de 1942 à 1943. Il est vice-chancelier (1943–1951) et chancelier (1951–1954) du diocèse de Cleveland. Il est nommé chambellan en 1945, puis prélat de Sa Sainteté en 1951. En 1950, il est président de la Société du droit canon d'Amérique.

### Évêque
John Krol est nommé évêque titulaire de Cadi (de) et évêque auxiliaire de Cleveland en 1953. Il est consacré le 2 septembre 1953 par le cardinal Cicognani en la cathédrale de Cleveland. Il est promu archevêque de Philadelphie le 1er février 1961, après la mort du cardinal O'Hara. Son installation a lieu à la cathédrale de Philadelphie le 22 mars suivant. C'est le premier Américain d'origine polonaise à devenir archevêque, et, à l'âge de 50 ans, c'est l'archevêque le plus jeune du pays. Dans son premier sermon d'archevêque, il se prononce pour la nécessité du dévouement et des vertus civiques, déclarant : « Je suis conscient aussi de ce qu'est notre pays bien aimé, de l'audacieux idéalisme qui l'a inspiré, le courage qui lui donné naissance. Que Dieu permette que nos prières, l'intégrité morale de nos vies, la clarté de notre enseignement et la sincérité de notre patriotisme puissent faire croître nos ressources spirituelles sans lesquelles notre nation ne peut survivre. ».
Mgr Krol assiste aux quatre sessions du Concile Vatican II entre 1962 et 1965. Il en est l'un des six sous-secrétaires permanents, avec la responsibilité de faire le décompte des votes, de distribuer, de collecter les bulletins de vote. Il sert aussi comme membre de la commission centrale de coordination. Comme Paul VI, il est mû par des principes libéraux en ce qui concerne la doctrine sociale, mais il est conservateur à propos de la doctrine et du gouvernement de l'Église. Il condamne la course aux armements et la liberté de l'avortement, soutient le célibat sacerdotal.
Il est créé cardinal-prêtre de S. Maria della Mercede e Sant'Adriano a Villa Albani par Paul VI le 26 juin 1967, au cours du même consistoire qui élève Karol Wojtyła de Cracovie. Les deux sont électeurs aux conclaves d'août et octobre 1978. Le cardinal Wojtyła devient le pape Jean-Paul II et le cardinal Krol lui prodigue de nombreux conseils pendant des années.
Pendant les années 1960 et 1970, Mgr Krol gouverne l'archidiocèse de Philadelphie, alors qu'il est en pleine mutation : la population délaisse les centres urbains pour des banlieues vertes et la révolution des mœurs vide les églises et assèche les vocations. Mgr Krol fait campagne pour la canonisation de Katharine Drexel, et assiste à la canonisation de son prédécesseur John Neumann. Il fait un grand pèlerinage en Pologne en 1972. Il sert comme président de la Conférence des évêques catholiques des États-Unis de 1971 à 1974. En 1985, le cardinal Krol baptise Romuald Spasowski qui quitte le parti communiste polonais.
Il démissionne de son archidiocèse en 1988. Il meurt à l'âge de 85 ans et il est enterré à la crypte de la cathédrale de Philadelphie.

## Succession apostolique
John Joseph Krol a ordonné les évêques suivants :
- Évêque Dennis Vincent Durning, C.S.Sp. (1963)
- Évêque Joseph Thomas Daley (en) (1964)
- Évêque John Joseph Graham (1964)
- Évêque Alfred Michael Watson (en) (1965)
- Archevêque Giovanni Enrico Boccella (it), T.O.R. (it) (1968)
- Évêque Martin Nicholas Lohmuller (en) (1970)
- Évêque Thomas Jerome Welsh (en) (1970)
- Évêque James Steven Rausch (en) (1973)
- Évêque Michael Bosco Duraisamy (en) (1974)
- Évêque Edward Thomas Hughes (1976)
- Évêque Louis A. DeSimone (en) (1981)
- Archevêque Francis B. Schulte (en) (1981)
- Cardinal John Patrick Foley (1984)